# Bács-Bodrog vármegye

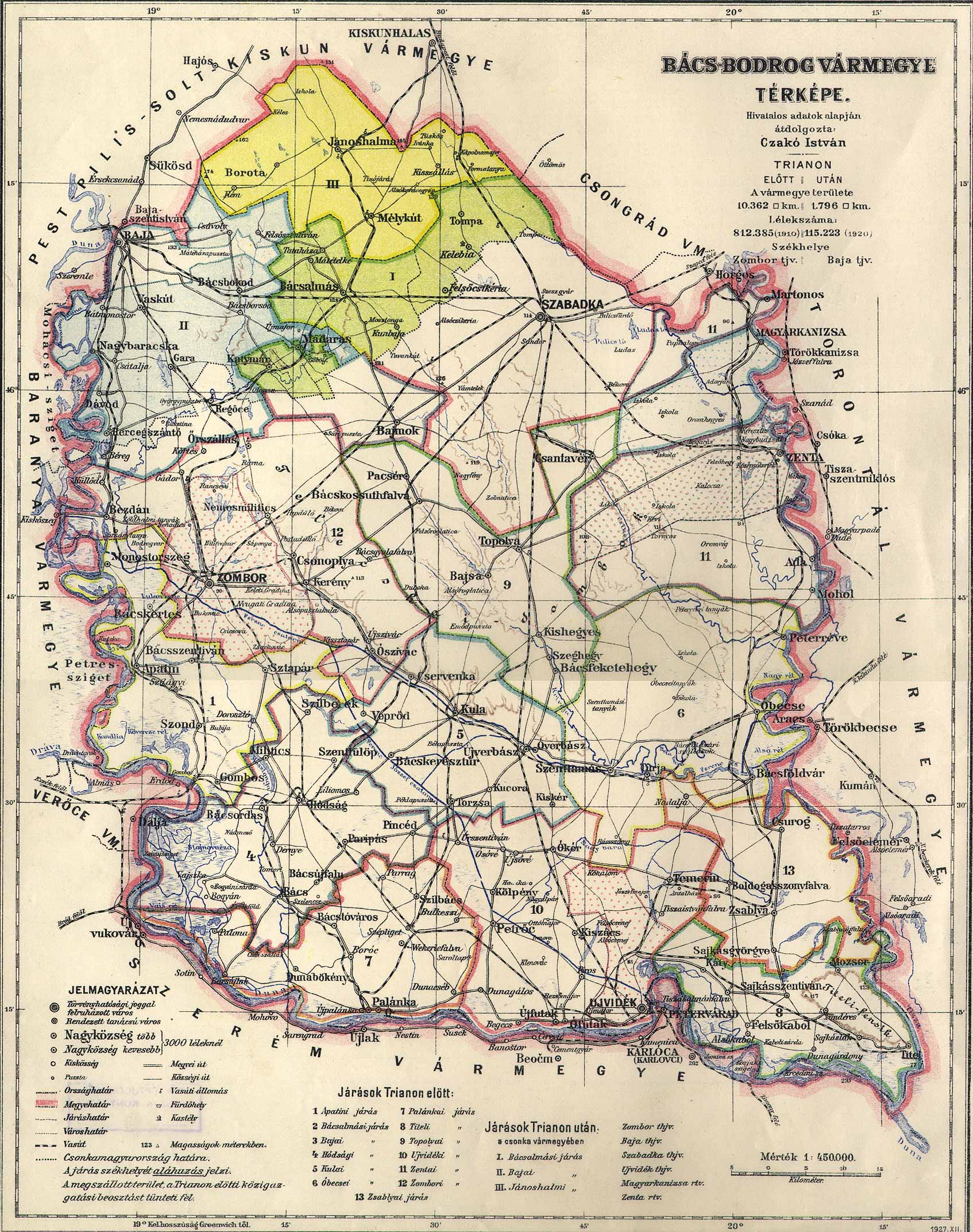
Bács-Bodrog vármegye közigazgatási térképe 1927-ből. A Jugoszláviához tartozó területen az 1918 előtti magyar közigazgatási beosztás van feltüntetve.

Bács-Bodrog vármegye (németül: Komitat Batsch-Bodrog, latinul: Bachiensis et Bodrogiensis, szerbül: Бач-Бодрошка жупанија, horvátul: Bačko-Bodroška županija) közigazgatási egység a Magyar Királyság alföldi részében. A vármegye területének kisebb északi része jelenleg Bács-Kiskun vármegye, míg nagyobb hányada a szerbiai Vajdaság Autonóm Tartomány része.

## Földrajz
Bács-Bodrog vármegyét keleten a Tisza, délen és nyugaton pedig a Duna határolta, határa csak északon nem futott természetes vonalon. Bács-Bodrog vármegye szomszédai északon Pest-Pilis-Solt-Kiskun, északkeleten Csongrád, keleten Torontál, délen Szerém, délnyugaton Verőce, nyugaton pedig Baranya vármegye. Ezeken kívül 1930-tól északnyugaton Tolna vármegyével is határos volt.
A vármegye teljes területe síkság.

## Történelem
Bács-Bodrog vármegyét az 1802. évi VIII. törvénycikk hozta létre Bács és Bodrog vármegyék egyesítésével, melyek már a 13. század elejétől léteztek.
A vármegye területét az Oszmán Birodalom elfoglalta a 16. században és a török uralom idején a Szegedi szandzsák része volt. 1699-től a Habsburg Birodalom által létrehozott Bácska régió részévé vált, 1751–91 között a Tiszai Koronauradalomhoz tartozott. Az 1848–49-es forradalom és szabadságharc idején a vármegye a Szerb Vajdaság része lett, majd 1849–1860 között a Szerb Vajdaság és Temesi Bánság része volt. 1873-ban Bács-Bodrog vármegyéhez csatolták a Sajkásvidéket.
Bács-Bodrog vármegye déli, nagyobbik részét 1918-ban elfoglalta, majd a trianoni békeszerződés alapján megszerezte a Szerb–Horvát–Szlovén Királyság. 1918–1922 között e terület egyike volt a Szerb–Horvát–Szlovén Királyság megyéinek Újvidék székhellyel.
A Magyarországnak meghagyott kisebb rész szintén önálló megyeként működött tovább, melynek székhelye 1941-ig Baja volt. Ez 1941-1944 között kiegészült a déli, elszakított területekkel, székhelye ezekben az években ismét Zombor volt.
A második világháború után visszaálltak a trianoni határok, Bács-Bodrog vármegye déli része újra Jugoszláviához került, az északi rész pedig ismét Baja székhellyel működött tovább.
Bács-Bodrog vármegye megszűnésére az 1950-es megyerendezés során került sor, amikor egyesítették Pest-Pilis-Solt-Kiskun vármegye déli részével Bács-Kiskun megye néven.
A vármegye déli része jelenleg a Vajdaság Autonóm Tartomány része.

## Lakosság
- A lakosság száma 1857-ben[1]  528 346 volt. Közülük 266 457 magyar (50,43%), 103 481 német (19,59%), 19 329 szlovák (3,66%),   91 664 szerb (17,35%),  40 393 sokácz (17,35%), 45 görög anyanyelvű volt.

- A lakosság száma 1880-ban 638 063 volt. Közülük 234 352 magyar (36,73%), 162 894 német (25,53%), 24 761 szlovák (3,88%), 469 román (0,07%), 7 294 rutén (1,14%), 177 081 szerb és horvát (27,75%), 832 egyéb  anyanyelvű volt.

A vármegyének 1910-ben 812 385 lakosa volt, ebből:
- 363 518 (44%) magyar
- 190 697 (23%) német
- 145 063 (17%) szerb
- 30 137 (3,7%) szlovák
- 10 760 (1,24%) ruszin
- 1279 (0,16%) horvát
- 386 (0,05%) román
- 70 545 (8,68%) egyéb

nemzetiségűnek vallotta magát.

## Közigazgatás
Bács-Bodrog vármegye a 20. század elején tizenhárom járásra volt felosztva:
- Apatini járás, székhelye Apatin
- Bácsalmási járás, székhelye Bácsalmás
- Bajai járás, székhelye Baja
- Hódsági járás, székhelye Hódság
- Kulai járás, székhelye Kula
- Óbecsei járás, székhelye Óbecse
- Palánkai járás, székhelye Palánka
- Titeli járás, székhelye Titel
- Topolyai járás, székhelye Topolya
- Újvidéki járás, székhelye Újvidék
- Zentai járás, székhelye Zenta
- Zombori járás, székhelye Zombor
- Zsablyai járás, székhelye Zsablya

A vármegyéhez ekkor egyetlen rendezett tanácsú város tartozott (Zenta). Ezen kívül a megye területén négy törvényhatósági jogú város volt (Baja, Szabadka, Újvidék, Zombor).
1920-41 között a magyarországi csonka vármegye három járásra oszlott (Bácsalmási, Bajai és Jánoshalmi, az utóbbi Jánoshalma székhellyel) és területén egy törvényhatósági jogú város (Baja) feküdt.
1941-44 között a Trianon előtti beosztás lépett ismét érvénybe azzal az eltéréssel, hogy az 1929-es magyarországi közigazgatási változásokkal összhangban rendezett tanácsú helyett megyei város lett Zenta rangja, és megyei város lett Magyarkanizsa is.
1945-től a trianoni határok visszaállításával visszaállt a megye két háború közötti járási és városi beosztása is.

## Bács-Bodrog vármegye ispánjai

### Főispánok
Bács-Bodrog vármegye főispánjai:
- Podmaniczky József (1802–1823)
- Győry Ferenc (1824–1839)
- Rudics József (1841–1848)
- Horváth Antal (1848)
- Csernojevics Péter (1848) (kormánybiztos)
- Szentkirályi Móric (1848) (kormánybiztos)
- Beöthy Ödön (1848–1849) (kormánybiztos)
- Hunkár Antal (1849) (kormánybiztos)
- Batthyány Kázmér (1849)
- Haczel Márton (1849) (kormánybiztos)
- Latinovits Károly (1849) (ideiglenes császári biztos)
- Nikolits Izidor (1849–1861) (császári és királyi biztos)
- Rudics József (1861)
- Piukovics Ágoston (1861–1867) (császári és királyi biztos)
- Rudics József (1865–1867)
- Mihajlovics Miklós (1867–1869)
- Mártonffy Károly (1871–1876)
- Gromon Dezső (1876–1880)
- Sándor Béla (1880–1895)
- Vojnits István (1895–1901)
- Latinovits Pál (1901–1906)
- Fernbach Károly (1906–1918)

- Fábián László (1947–1949)